# Ruth Sjögren
Ruth Sigrid Linnea Sjögren, född 21 september 1885 i Östertälje, Stockholms län, död 15 juni 1978 i Brännkyrka församling i Stockholm, var en svensk målare.
Hon var dotter till överläraren Johan Fredrik Jansson och hans hustru Augusta och mellan 1917 och 1938 gift med jägmästaren Waldemar Sjögren. Samtidigt som hon studerade vid Röda korsets sjuksköterskeskola i Stockholm studerade hon konst för bland annat Erik Dahlgren. Hon fortsatte senare sina konststudier vid Berggren och Skölds målarskolor i Stockholm och vid Académie de la Grande Chaumière i Paris samt under ett flertal studieresor till Frankrike. Separat ställde hon ut på Thurestams konstsalong 1944, Galleri Mai-Li 1966 och upprepade gånger i Växjö bland annat på Smålands museum samt på Örebro konserthus och Skövde konsthall. Hon medverkade i Liljevalchs höstsalonger, Föreningen Smålandskonstnärers utställningar i Örebro och Eskilstuna samt Sörmlandssalongen i Södertälje och utställningar arrangerade av Sveriges allmänna konstförening. Hennes konst består av blomsterstilleben, stadsmotiv och landskapsmålningar från Paris, Småland och den svenska Västkusten och i mindre omfattning porträtt. Sjögren är begravd på Lidingö kyrkogård.